# Damenbundesliga 2020 (Football)
Die Damenbundesliga (DBL) 2020 wäre die 29. Saison in der höchsten Spielklasse des American Football in Deutschland für Frauen gewesen. Den ersten Spieltag der Saison sollten am 2. Mai, 15 Uhr die Berlin Kobras gegen die Hamburg Amazons in Berlin, sowie zur selben Zeit die Kiel Baltic Hurricanes gegen die Berlin Knights bestreiten. Seit 2013 wäre es die erste Saison mit zehn Teams gewesen. Die Saison wurde wegen der COVID-19-Pandemie abgebrochen.

## Modus
In der Saison 2020 treten insgesamt zehn Teams in zwei getrennten Gruppen an (fünf in der DBL Nord und fünf in der DBL Süd). Jede dieser Gruppen trägt ein Rundenturnier aus, bei dem je zwei Mannschaften zweimal aufeinander treffen, wobei jedes Team einmal das Heimrecht genießt. Nach jeder Partie erhält die siegreiche Mannschaft zwei und die besiegte null Punkte. Bei einem Unentschieden erhält jede Mannschaft einen Punkt. Die Punkte des Gegners werden als Minuspunkte gerechnet. Nach Beendigung des Rundenturniers wird eine Rangliste ermittelt, bei der zunächst die Anzahl der erzielten Punkte entscheidend ist. Bei Punktgleichheit entscheidet der direkte Vergleich.
Nach den Rundenturnieren kämpfen die jeweils besten zwei Mannschaften in einer Play-off-Runde um die deutsche Meisterschaft.
In den Play-offs um die Meisterschaft wird über Kreuz gespielt. Das heißt, der Gruppenerste spielt gegen den Zweiten der jeweils anderen Gruppe in einem Halbfinale. Entsprechend spielt der Gruppenzweite gegen den Ersten der jeweils anderen Gruppe. Hierbei genießen die Gruppenersten jeweils Heimrecht. Die siegreichen Teams treten im Finale gegeneinander an. Die Sieger der beiden Halbfinals treten im Ladiesbowl gegeneinander an.

## Teams

### DBL Nord
- Kiel Baltic Hurricanes Ladies
- Berlin Kobra Ladies

- Berlin Knights Ladies
- Hamburg Amazons
- Hamburg Blue Devilyns

### DBL Süd
- Cologne Falconets
- München Rangers Ladies
- Munich Cowboys Ladies
- Stuttgart Scorpions Sisters
- Erlangen Rebels (neugegründet)

## Saisonverlauf
Die Saison wurde wegen der COVID-19-Pandemie abgebrochen.